# Qualea cordata
Qualea cordata là một loài thực vật có hoa trong họ Vochysiaceae. Loài này được Spreng. miêu tả khoa học đầu tiên năm 1824.